# Arrival (album sastava ABBA)
Arrival je četvrti studijski album švedskog sastava ABBA. Pjesme "Dancing Queen", "Money, Money, Money" i "Knowing Me, Knowing You" po mnogima su najveći hitovi sastava.

## Popis pjesama
- Strana A

1. "When I Kissed the Teacher" – 2:58
2. "Dancing Queen" – 3:47
3. "My Love, My Life" – 3:50
4. "Dum Dum Diddle" – 2:50
5. "Knowing Me, Knowing You" – 3:55

- Strana B

1. "Money, Money, Money" – 3:02
2. "That's Me" – 3:14
3. "Why Did It Have to Be Me" – 3:19
4. "Tiger" – 2:54
5. "Arrival" – 2:58

## Zasluge
Abba
- Benny Andersson – klavir, klavijature, harmonika, vokal, sintesajzer
- Agnetha Fältskog – vokal
- Anni-Frid Lyngstad – vokal
- Björn Ulvaeus – akustična gitara, električna gitara, vokal

Ostali izvođači
- Ola Brunkert – bubnjevi
- Lars Carlsson – saksofon
- Malando Gassama – udaraljke
- Anders Glenmark - električna gitara
- Rutger Gunnarsson – bas-gitara
- Roger Palm – bubnjevi
- Janne Schaffer – gitara
- Lasse Wellander – gitara